# Mathias Honsak
Mathias Honsak (* 20. prosince 1996) je rakouský profesionální fotbalista, který hraje na pozici levého záložníka za německý klub 1. FC Heidenheim.

## Kariéra
V červenci 2018 se Honsak připojil k Holsteinu Kiel hrající 2. Bundesligu na hostování pro sezónu 2018/19. Po hostování podepsal 5. července 2019 tříletou smlouvu s týmem SV Darmstadt 98.
Dne 6. května 2024 podepsal Honsak tříletou smlouvu s klubem 1. FC Heidenheim, s platností od července 2024.

## Statistiky

### Klubové
Platí k zápasu hranému 9. března 2025.
| Klub                      | Sezóna            | Liga                | Liga   | Liga | Národní pohár | Národní pohár | Kontinentální | Kontinentální | Ostatní | Ostatní | Celkově | Celkově |
| Klub                      | Sezóna            | Soutěž              | Zápasy | Góly | Zápasy        | Góly          | Zápasy        | Góly          | Zápasy  | Góly    | Zápasy  | Góly    |
| ------------------------- | ----------------- | ------------------- | ------ | ---- | ------------- | ------------- | ------------- | ------------- | ------- | ------- | ------- | ------- |
| FC Stadlau                | 2013/14           | Wiener Stadtliga    | 36     | 11   | —             | —             | —             | —             | —       | —       | 36      | 11      |
| Liefering                 | 2014/15           | 2. Liga             | 19     | 5    | —             | —             | —             | —             | —       | —       | 19      | 5       |
| Liefering                 | 2015/16           | 2. Liga             | 16     | 0    | —             | —             | —             | —             | —       | —       | 16      | 0       |
| Liefering                 | 2017/18           | 2. Liga             | 7      | 4    | —             | —             | —             | —             | —       | —       | 7       | 4       |
| Liefering                 | Celkově           | Celkově             | 42     | 9    | —             | —             | —             | —             | —       | —       | 42      | 9       |
| Ried (hostování)          | 2015/16           | Rakouská Bundesliga | 14     | 1    | —             | —             | —             | —             | —       | —       | 14      | 1       |
| Ried (hostování)          | 2016/17           | Rakouská Bundesliga | 24     | 3    | —             | —             | —             | —             | —       | —       | 24      | 3       |
| Ried (hostování)          | Celkově           | Celkově             | 38     | 4    | —             | —             | —             | —             | —       | —       | 38      | 4       |
| SCR Altach (hostování)    | 2017/18           | Rakouská Bundesliga | 19     | 3    | 2             | 0             | —             | —             | —       | —       | 21      | 3       |
| Holstein Kiel (hostování) | 2017//18          | 2. Bundesliga       | 25     | 4    | 3             | 0             | —             | —             | —       | —       | 28      | 4       |
| Darmstadt 98              | 2019/20           | 2. Bundesliga       | 23     | 2    | 1             | 0             | —             | —             | —       | —       | 24      | 2       |
| Darmstadt 98              | 2020/21           | 2. Bundesliga       | 27     | 4    | 3             | 1             | —             | —             | —       | —       | 30      | 5       |
| Darmstadt 98              | 2021/22           | 2. Bundesliga       | 32     | 3    | 0             | 0             | —             | —             | —       | —       | 32      | 3       |
| Darmstadt 98              | 2022/23           | 2. Bundesliga       | 15     | 4    | 1             | 2             | —             | —             | —       | —       | 16      | 6       |
| Darmstadt 98              | 2023/24           | Bundesliga          | 23     | 1    | 1             | 0             | —             | —             | —       | —       | 24      | 1       |
| Darmstadt 98              | Celkově           | Celkově             | 120    | 14   | 6             | 3             | —             | —             | —       | —       | 126     | 17      |
| 1. FC Heidenheim          | 2024/25           | Bundesliga          | 18     | 4    | 2             | 0             | 9             | 2             | —       | —       | 29      | 6       |
| Celkově v kariéře         | Celkově v kariéře | Celkově v kariéře   | 298    | 49   | 13            | 3             | 9             | 2             | 0       | 0       | 320     | 54      |